# 이정명 (소설가)
이정명은 대한민국의 소설가이다. 경북대학교에서 국문학을 전공하고 잡지사와 신문사 기자로 여러 해 일하다 1997년 첫 소설 '천년 후에'를 완성, 1999년 발표했다. 이후 뿌리깊은 나무, 바람의 화원 등이 드라마화되며 인기를 끌었다.

## 작품
- 밤의 양들, 은행나무, 2019
- 선한 이웃, 은행나무, 2017
- 천국의 소년, 열림원, 2013
- 별을 스치는 바람, 은행나무, 2012
- 악의 추억, 밀리언하우스, 2009
- 바람의 화원, 밀리언하우스, 2007
- 뿌리깊은 나무, 밀리언하우스, 2006
- 마지막 소풍, 밝은세상, 2002
- 해바라기, 광개토, 2001
- 천년 후에, 밝은세상, 1999

## 약력
- 1994년: 《경향신문》 기자
- 1989년: 《여원》 기자